# 1. československá fotbalová liga 1970/1971
1. československou ligu v sezóně 1970 – 1971 vyhrál Spartak Trnava.

## Tabulka ligy
| Poř. | Tým                  | Z  | V  | R  | P  | VG | OG | B  |
| ---- | -------------------- | -- | -- | -- | -- | -- | -- | -- |
| 1.   | Spartak Trnava       | 30 | 17 | 6  | 7  | 52 | 27 | 40 |
| 2.   | VSS Košice           | 30 | 16 | 4  | 10 | 46 | 30 | 36 |
| 3.   | Sklo Union Teplice   | 30 | 14 | 7  | 9  | 38 | 26 | 35 |
| 4.   | Sparta Praha         | 30 | 14 | 7  | 9  | 38 | 32 | 35 |
| 5.   | Baník Ostrava        | 30 | 11 | 12 | 7  | 39 | 32 | 34 |
| 6.   | Slovan Bratislava    | 30 | 11 | 10 | 9  | 34 | 28 | 32 |
| 7.   | Inter Bratislava     | 30 | 11 | 8  | 11 | 35 | 34 | 30 |
| 8.   | Tatran Prešov        | 30 | 11 | 8  | 11 | 28 | 32 | 30 |
| 9.   | ZVL Žilina           | 30 | 9  | 11 | 10 | 39 | 40 | 29 |
| 10.  | TŽ Třinec            | 30 | 12 | 5  | 13 | 32 | 36 | 29 |
| 11.  | Jednota Trenčín      | 30 | 12 | 5  | 13 | 38 | 44 | 29 |
| 12.  | Slavia Praha         | 30 | 11 | 7  | 12 | 27 | 33 | 29 |
| 13.  | ASVS Dukla Praha     | 30 | 10 | 8  | 12 | 42 | 41 | 28 |
| 14.  | TJ Lokomotíva Košice | 30 | 9  | 8  | 13 | 27 | 30 | 26 |
| 15.  | Škoda Plzeň          | 30 | 8  | 6  | 16 | 30 | 54 | 22 |
| 16.  | TJ Gottwaldov        | 30 | 5  | 6  | 19 | 30 | 56 | 16 |

## Soupisky mužstev

### TJ Spartak TAZ Trnava
Josef Geryk (10/0/2),
Dušan Keketi (1/0/0),
Jozef Púchly (23/0/10) –
Jozef Adamec (28/16),
Vlastimil Bôžik (15/0),
Karol Dobiaš (29/0),
Alojz Fandel (29/4),
Vladimír Hagara (25/0),
Anton Hrušecký (30/3),
Stanislav Jarábek (22/1),
Ján Juska (2/0),
Dušan Kabát (29/3),
Ladislav Kuna (27/10),
Kamil Majerník (25/1),
Stanislav Martinkovič (29/10),
Jaroslav Masrna (5/0),
Július Polák (1/0),
Peter Valentovič (6/1),
Vojtech Varadin (20/3) –
trenér Valerián Švec

### TJ VSS Košice
Tibor Polgár (2/0/0),
Anton Švajlen (29/0/9) –
Jozef Bomba (28/0),
Jaroslav Boroš (24/4),
Róbert Borták (3/0),
Andrej Daňko (27/9),
Jozef Desiatnik (27/1),
Jaroslav Dojčák (8/0),
Ondrej Halász (15/0),
František Hoholko (28/13),
Štefan Jutka (29/0),
Juraj Kiš (15/3),
František Králka (18/0),
František Lechman (3/0),
Ján Pivarník (21/0),
Jaroslav Pollák (23/2),
Ján Strausz (30/8),
Jozef Štafura (29/4),
Ladislav Štovčík (4/0),
Ján Žaludek (1/0) –
trenér Jozef Vengloš, asistent Ján Hunčár

### TJ Sklo Union Teplice
Václav Kameník (2/0/0),
Jiří Sedláček (25/0/12),
Karel Studený (5/0/2) –
Jaroslav Findejs (30/1),
František Knebort (4/0),
Milan Kollár (28/1),
Zdeněk Koubek (29/0),
Jaroslav Melichar (28/10),
Jiří Novák (29/0),
Ján Rohacsek (1/0),
Jiří Setínský (11/0),
Rudolf Smetana (29/0),
Pavel Stratil (29/14),
František Vítů (29/0),
Ivan Voborník (30/7),
Jaroslav Vojta (24/4),
Vladimír Žalud (23/1) –
trenér Josef Forejt

### TJ Sparta ČKD Praha
Vladimír Brabec (10/0/6),
Václav Dyk (2/0/0),
Antonín Kramerius (18/0/4) –
Jaroslav Bartoň (25/10),
Svatopluk Bouška (14/1),
František Gögh (16/3),
František Chovanec (22/3),
Jozef Jarabinský (11/1),
Josef Jurkanin (30/4),
Eduard Kessel (23/1),
Václav Mašek (6/0),
Pavel Melichar (25/0),
Václav Migas (21/2),
Jiří Rosický (1/0),
Tibor Semenďák (15/1),
Vladimír Táborský (16/1),
Petr Uličný (26/0),
Oldřich Urban (28/7),
Bohumil Veselý (24/1),
Václav Vrána (29/2) –
trenér Karel Kolský

### TJ Baník Ostrava OKD
Zdeněk Mandík (12/0/2),
František Schmucker (21/0/10) –
Alfréd Barsch (9/0),
Valerián Bartalský (24/5),
Pavel Brückner (2/0),
Erich Duda (1/0),
Jozef Határ (27/2),
Karel Herot (27/1),
Jiří Hudeček (1/0),
František Huml (30/2),
Miroslav Jirousek (30/3),
Jiří Klement (24/12),
Jiří Korta (8/0),
Miroslav Mička (23/0),
Ladislav Michalík (19/5),
Lumír Mochel (25/2),
Bohumil Píšek (4/0),
Milan Poštulka (1/0),
Rostislav Sionko (19/4),
Petr Slaný (1/0),
 Drahomír Tomis (1/0),
Jiří Večerek (23/1),
Rostislav Vojáček (25/1),
Jan Zemánek (14/1) –
trenér František Ipser

### TJ Slovan CHZJD Bratislava
Marián Sedílek (2/0/0),
Alexander Vencel (29/0/11) –
Bohumil Bizoň (4/0),
Ján Čapkovič (29/9),
Jozef Čapkovič (29/2),
Marián Elefant (1/0),
Jozef Fillo (5/1),
Ivan Hrdlička (11/0),
Vladimír Hrivnák (27/0),
Karol Jokl (20/5),
Antonín Juran (18/5),
Ondrej Kadák (2/1),
Viliam Laššo (3/0),
Ján Medviď (22/2),
Ladislav Móder (28/4),
Peter Mutkovič (29/0),
Juraj Novotný (10/0),
Anton Ondruš (3/0),
Ivan Pekárik (1/0),
Árpád Somogyi (4/0),
Ján Švehlík (22/2),
Jozef Tománek (8/0),
Ján Zlocha (29/2),
Ľudovít Zlocha (30/0) –
trenér Michal Vičan

### TJ Inter Slovnaft Bratislava
Lóránt Majthényi (30/0/11) –
Alexander Bínovský (30/0),
Ivan Daňo (27/0),
Pavol Daučík (1/0),
Ottmar Deutsch (4/0),
Tibor Fischer (13/2),
Zoltán Gál (3/0),
František Helész (1/0),
Milan Hrica (17/0),
Jozef Jurčo (8/0),
Jozef Kováč (22/0),
Mikuláš Krnáč (25/12),
Jozef Levický (29/6),
Peter Luprich (24/2),
Anton Obložinský (29/1),
Ján Ondrášek (10/1),
Slavomír Ondrejička (7/1),
Ladislav Petráš (15/0),
Ján Sladkovský (3/0),
Juraj Szikora (29/9),
Jozef Šajánek (3/0),
Peter Šolin (25/1),
Rudolf Takáč (12/0) –
trenér Jozef Marko

### TJ Tatran Prešov
Jaroslav Červeňan (30/0/15) –
Ladislav Balent (12/0),
Jozef Bubenko (25/7),
Kristián Ceniga (1/0),
Eduard Čabala (29/1),
Ján Dvorský (1/0),
Milan Fuchs (12/0),
Juraj Husár (27/1),
Emil Chlapeček (4/1),
Jozef Mačupa (28/0),
Štefan Meľuch (3/0),
Peter Molnár (29/0),
Igor Novák (30/4),
Vladimír Onufrák (23/1),
Milan Pasierb (20/4),
Marián Semančík (6/0),
Miroslav Sopko (5/0),
Peter Sopko (2/0),
Anton Škorupa (23/3),
Ľudovít Štefan (15/0),
Jozef Štepánek (14/2),
Tibor Takács (13/1),
Ján Turčányi (20/3) –
trenér Jozef Karel

### TJ ZVL Žilina
František Plach (8/0/2),
František Smak (22/0/7) –
Eduard Gáborík (14/3),
Jozef Gargulák (24/1),
Miroslav Gerhát (27/0),
Ernest Goljan (9/0),
Ján Gomola (30/3),
Tibor Chobot (28/3),
Michal Janovský (4/0),
Ján Kirth (25/0),
Marián Kozinka (4/0),
Miroslav Kráľ (15/1),
Štefan Pažický (19/4),
Albert Rusnák (26/1),
Štefan Slezák (24/12),
Milan Staškovan (30/1),
Štefan Tománek (30/8),
Jozef Zigo (29/2) –
trenér Theodor Reimann

### TJ TŽ Třinec
Václav Blín (25/0/10),
Kazimír Mrozek (8/0/2) –
Marián Huťka (29/0),
Jiří Jiskra (24/1),
František Karkó (27/8),
Štefan Kuchár (29/8),
Jiří Laciga (28/0),
Vladimír Pisárik (19/3),
Milan Pitel (13/0),
Jaroslav Poštulka (29/2),
Imrich Solčán (15/1),
Pavel Sykyta (25/1),
Bohuslav Škereň (22/4),
Josef Vápeník (23/1),
Lubomír Vašek (25/0),
Dušan Zbončák (27/3) –
trenér Jozef Jankech

### TJ Jednota Trenčín
Vojtech Oravec (18/0/3),
Tibor Rihošek (14/0/7) –
Milan Albrecht (30/6),
Dušan Bartovič (27/6),
Stanislav Benca (1/0)
Jozef Berec (11/1),
Miroslav Brezovský (3/0),
Miroslav Čemez (30/0),
Jozef Čechvala (9/0),
Tibor Jančula (24/2),
Emanuel Mihálek (17/0),
Vladimír Mojžiš (29/2),
Peter Mrva (2/0),
Alexander Nagy (19/8),
Milan Navrátil (19/1),
Kamil Panák (1/0),
Anton Pokorný (24/0),
Juraj Řádek (29/8),
Štefan Sarközi (2/1),
Ferdinand Schwarz (29/0),
František Urvay (24/2) –
trenér Jozef Čurgaly

### TJ Slavia Praha IPS
Miroslav Stárek (10/0/3),
František Zlámal (23/0/9) –
Václav Čičatka (5/0),
Eduard Gáborík (10/0),
Jiří Grospič (1/0),
Jiří Gruzovský (1/0),
Emil Hamar (5/0),
Eduard Helešic (1/0),
Dušan Herda (27/8),
Zdeněk Klimeš (15/6),
František Knebort (10/1),
Zdeněk Konečný (6/0),
Ivan Kopecký (25/0),
Jaroslav Kravárik (1/0),
Josef Linhart (7/0),
Zdeněk Lochman (10/0),
Ján Luža (30/0),
František Machurka (10/0),
Jan Mareš (30/2),
Josef Nedorost (10/1),
Václav Novák (4/0),
Jozef Petrovič (26/2),
Bohumil Smolík (20/0),
František Smolík (7/2),
Jaroslav Šimek (11/0),
Bedřich Tesař (28/1),
František Veselý (30/4),
Václav Vraný (1/0) –
trenér Antonín Rýgr

### AS Dukla Praha
Karel Studený (1/0/0),
Ivo Viktor (29/0/7) –
Vladimír Baláž (1/0),
Jaroslav Bendl (26/1),
Přemysl Bičovský (29/8),
Jiří Čadek (20/0),
Karel Dvořák (27/1),
Pavel Dyba (13/2),
Miroslav Gajdůšek (29/3),
Ján Geleta (23/1),
Ivan Hrdlička (13/2),
Milan Hudec (21/6),
Vladimír Kocourek (1/0),
Ladislav Kurucz (14/0),
Václav Mašek (7/1),
Ivan Mráz (5/1),
Josef Nedorost (11/0),
Ivan Novák (22/3),
Václav Samek (29/4),
Stanislav Štrunc (26/8),
Miroslav Vojkůvka (21/1) –
trenér Jaroslav Vejvoda

### TJ Lokomotíva Košice
Anton Flešár (30/1/13) –
Gejza Farkaš (30/4),
Jozef Farkaš (21/1),
Peter Fecko (2/0),
Štefan Gyurek (5/0),
Vladimír Hric (27/1),
Ondrej Ištók (24/0),
Ondrej Knap (29/0),
Jozef Móder (27/7),
Pavol Mycio (20/3),
Pavol Ondo (28/8),
Ján Ondrášek (15/1),
Rudolf Pšurný (30/0),
Jozef Suchánek (24/0),
Ján Šlosiarik (30/2),
Milan Urban (25/0) –
trenér Milan Moravec

### TJ Škoda Plzeň
Josef Čaloun (15/0/5),
Jiří Hop (5/0/2),
Pavel Laub (7/0/0),
Vladimír Žalec (5/0/0) –
Josef Baar (3/0),
Igor Bachner (12/0),
Jozef Bakič (3/0),
Zdeněk Bartoš (5/1),
Ivan Bican (29/9),
František Brusnický (13/0),
Miloš Herbst (4/2),
Jiří Hoffmann (24/1),
Václav Kamír (20/1),
Karel Knesl (30/0),
Zdeněk Michálek (17/0),
Václav Medřický (1/0),
Václav Novotný (9/0),
František Plass (30/5),
Zdeněk Pleško (15/0),
František Sudík (24/0),
Karel Süss (24/2),
Jaroslav Špinka (24/0),
Miroslav Štrunc (25/0),
Miloš Vacín (1/0),
Miloslav Ziegler (29/9) –
trenér Jiří Rubáš

### TJ Gottwaldov
Václav Hastík (8/0/1),
Antonín Jurásek (25/0/3) –
Petr Březík (3/0),
Petr Bůžek (3/0),
František Cipro (28/4),
Štefan Hojsík (30/2),
Juraj Jenčík (29/2),
Jaroslav Jugas (27/0),
Jan Klimeš (20/1),
Vlastimil Kučera (26/1),
Alois Lokaj (4/0),
Ernest Malaszký (18/0),
Alexandr Malits (20/0),
Václav Martínek (1/0),
Zdeněk Nehoda (29/16),
Josef Němec (7/0),
Vojtěch Onda (15/0),
Zdeněk Školoudík (2/1),
Ján Urban (27/3),
Oldřich Zakopal (28/0),
Rudolf Zavadil (16/0) –
trenér Oldřich Šubrt